# Hrabstwo Grayson (Wirginia)

Piramida wieku hrabstwa

Hrabstwo Grayson – hrabstwo w USA, w stanie Wirginia, według spisu z 2000 roku liczba ludności wynosiła 17 917. Siedzibą hrabstwa jest Independence.

## Geografia
Według spisu hrabstwo zajmuje powierzchnię 1155 km², z czego 1147 km² stanowią lądy, a 8 km² – wody.

### Miasta
- Fries
- Independence
- Troutdale

### Sąsiednie hrabstwa
- Hrabstwo Smyth
- Hrabstwo Wythe
- Hrabstwo Ashe (Karolina Północna)
- Hrabstwo Alleghany (Karolina Północna)
- Hrabstwo Surry (Karolina Północna)
- Hrabstwo Carroll
- Hrabstwo Johnson (Tennessee)
- Hrabstwo Washington